# Sceau de la république du Bénin

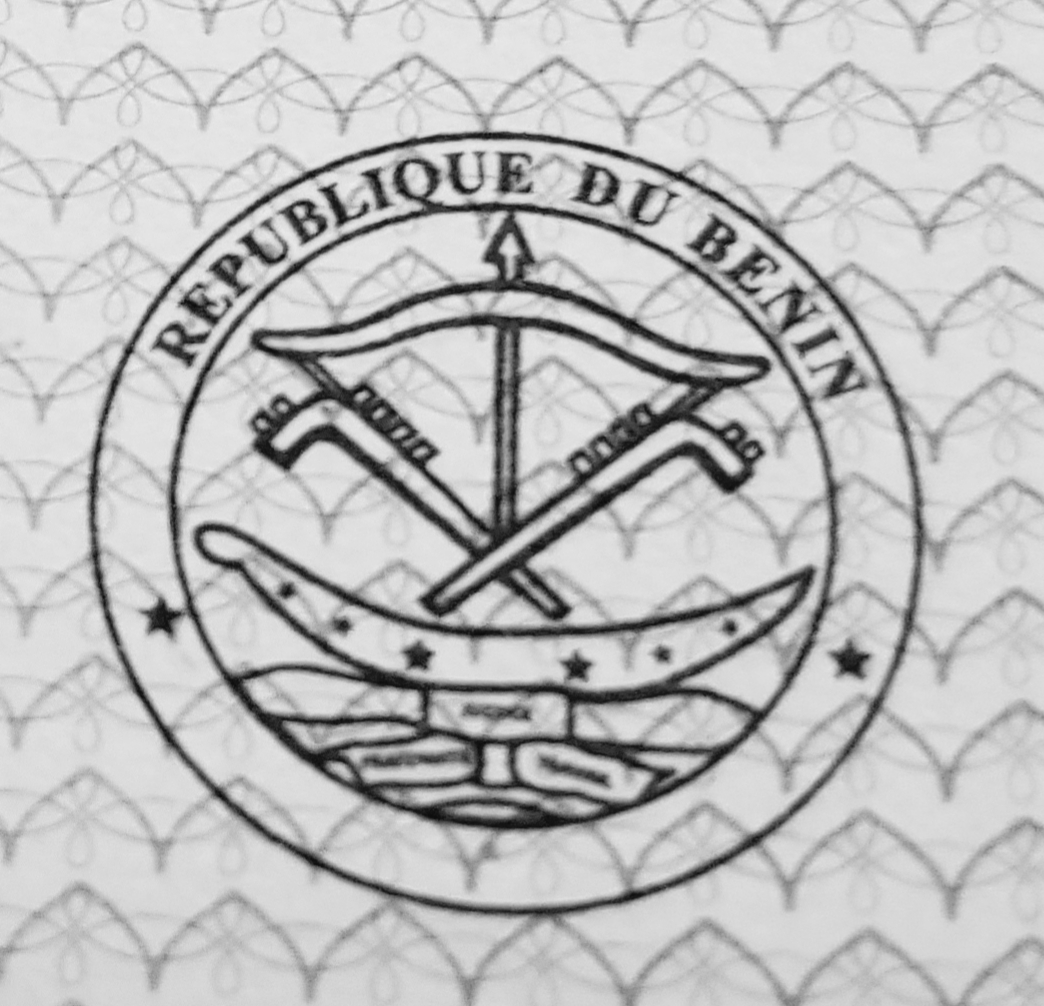

Le sceau de la République du Bénin est l'un des symboles officiels de l'état béninois. Il est apposé sur tous les documents officiels du pays.

## Description
Marque distinctive de l'Etat, le sceau de la République du Bénin est constitué par un disque de 120 mm de diamètre. 
À l'avers, il représente une pirogue chargée de 6 étoiles à 5 rais voguant sur des ondes, accompagnée au chef d'un arc avec une flèche en palme soutenu de 2 récades en sautoir. Dans le bas, se trouve une banderole portant la devise «Fraternité - Justice – Travail» avec, à l'entour, l'inscription «République du Bénin».
Au revers, il représente un écu coupé au premier de sinople, au deuxième parti d'or et de gueules, qui sont les trois couleurs du drapeau. L'écu est entouré de deux palmes au naturel, les tiges passées en sautoir .

## Utilisation
Il est utilisé sur tous les documents officiels.